# Kościół św. Achacjusza i Towarzyszy Męczenników w Czernicach Borowych
Kościół świętego Achacjusza i Towarzyszy Męczenników – rzymskokatolicki kościół parafialny należący do parafii św. Stanisława BM w Czernicach Borowych w dekanacie przasnyskim diecezji płockiej.

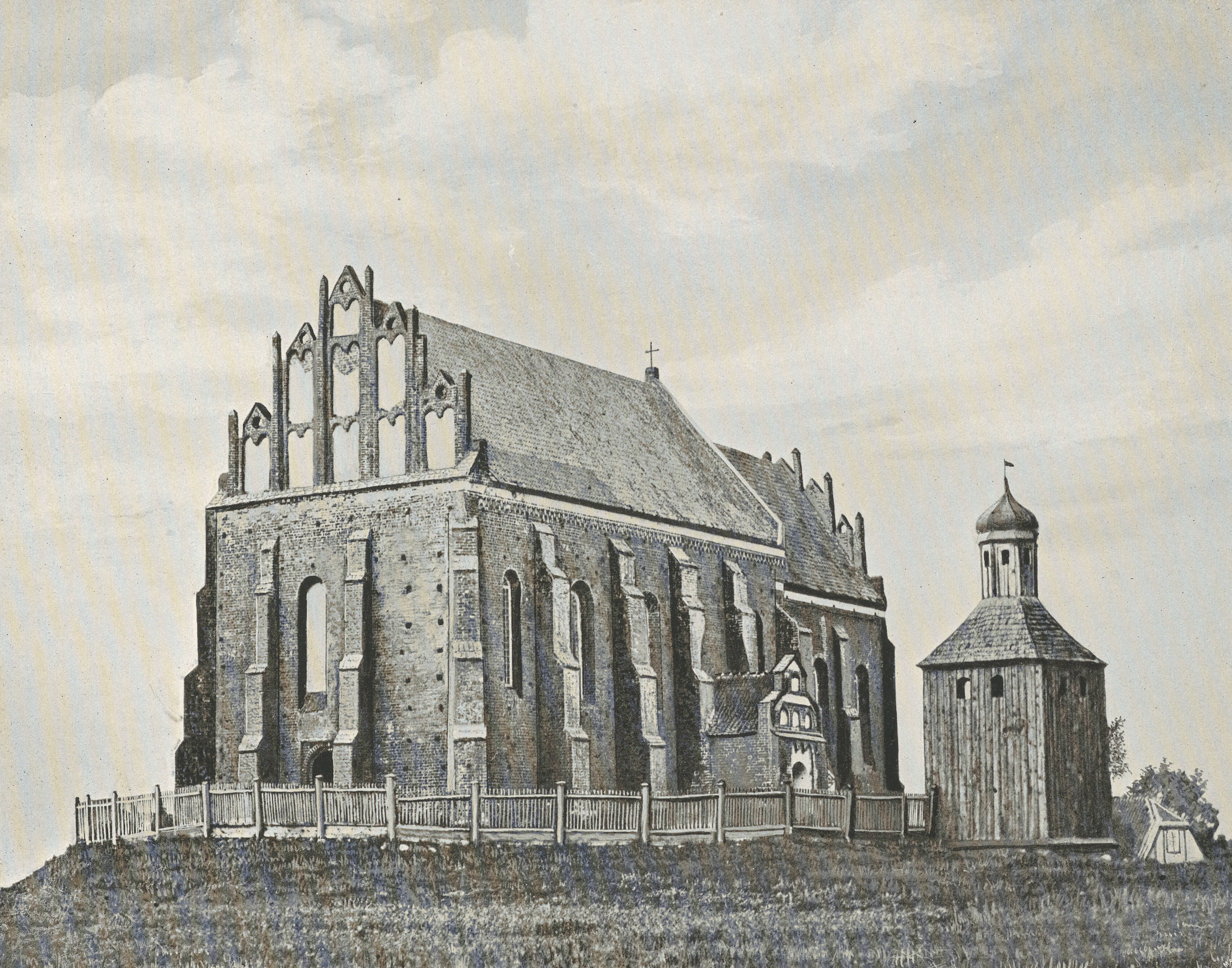
Widok kościoła przed 1899

Jest to świątynia wzniesiona na początku XVI wieku. Została poważnie uszkodzona w 1915 roku w czasie bitwy przasnyskiej, ale odbudowana została w 1933 roku i kilkakrotnie była remontowana w następnych latach.
Budowla jest ceglana, późnogotycka, jednonawowa, posiada zamknięte prostokątnie prezbiterium. Od strony północnej do prezbiterium jest dobudowana zakrystia, natomiast od strony południowej do nawy jest dostawiona kruchta. Obydwa schodkowe szczyty świątyni są ozdobione blendami, lizenami przechodzącymi w sterczyny oraz wimpergami z kolistymi otworami. Kościół jest typowym przykładem mazowieckiej architektury późnogotyckiej.